# Palmgrenska samskolan
Palmgrenska samskolan, ursprungligen Praktiska arbetsskolan för barn och ungdom, Stockholm, var den första skolan i Skandinavien med samundervisning fram till studentexamen. Man var även först med att erbjuda undervisning i slöjd vid sidan av de teoretiska ämnena. Läsåret 1891/92 bytte skolan namn till Palmgrenska samskolan.
Skolan grundades 1876 av Edvard Palmgren, som var rektor till 1907. En senare hälftenägare och rektor var Carl Nordblad; den andre hälftenägaren var den kände matematikläraren och läroboksförfattaren John Hedström. Henning L Håkanson (1892–1985) var rektor 1925–1963.
Skolan var ursprungligen belägen i Brunkebergs hotell, där man enbart sysslade med slöjdundervisning men flyttade 1877 till Regeringsgatan 28, där man delade in skolan i två avdelningar, en för läsning och handarbete och en uteslutande för handarbete. Efterhand utvecklades den till ett fullständigt läroverk om 12 klasser i två avdelningar, småskola och elementarskola. Från 1883 erhöll man statsunderstöd och 1888 rätt att anställa mogenhetsprövning och 1908 realskolexamensrätt. 1915 övertogs skolan av ett aktiebolag och 1925 av den frireligiösa Fredrikastiftelsen.
Mellan 1877 och 1938 hade skolan ett flertal olika adresser på Malmtorgsgatan och Arsenalsgatan innan man slog sig ned på Kommendörsgatan 13. 
Grundskolan infördes successivt från 1962  Skolan var privat men kommunaliserades 1974.Verksamheten upphörde den 10 juni 1977 efter den 100:e läsårsavslutningen. Franska staten köpte byggnaden 1988 för 8.400.000 kronor och har invändigt byggt om det exteriört Q-märkta huset till ambassadbyggnad.
I den självbiografiska boken Laterna magica har Ingmar Bergman kommenterat lärarna vid Palmgrenska samskolan. Även filmen Hets är självbiografisk och handlar om skolan. Kända lärare är Oskar Lindberg 1910-20 och Eric Ericson 1944-52.

## Kända elever (urval)

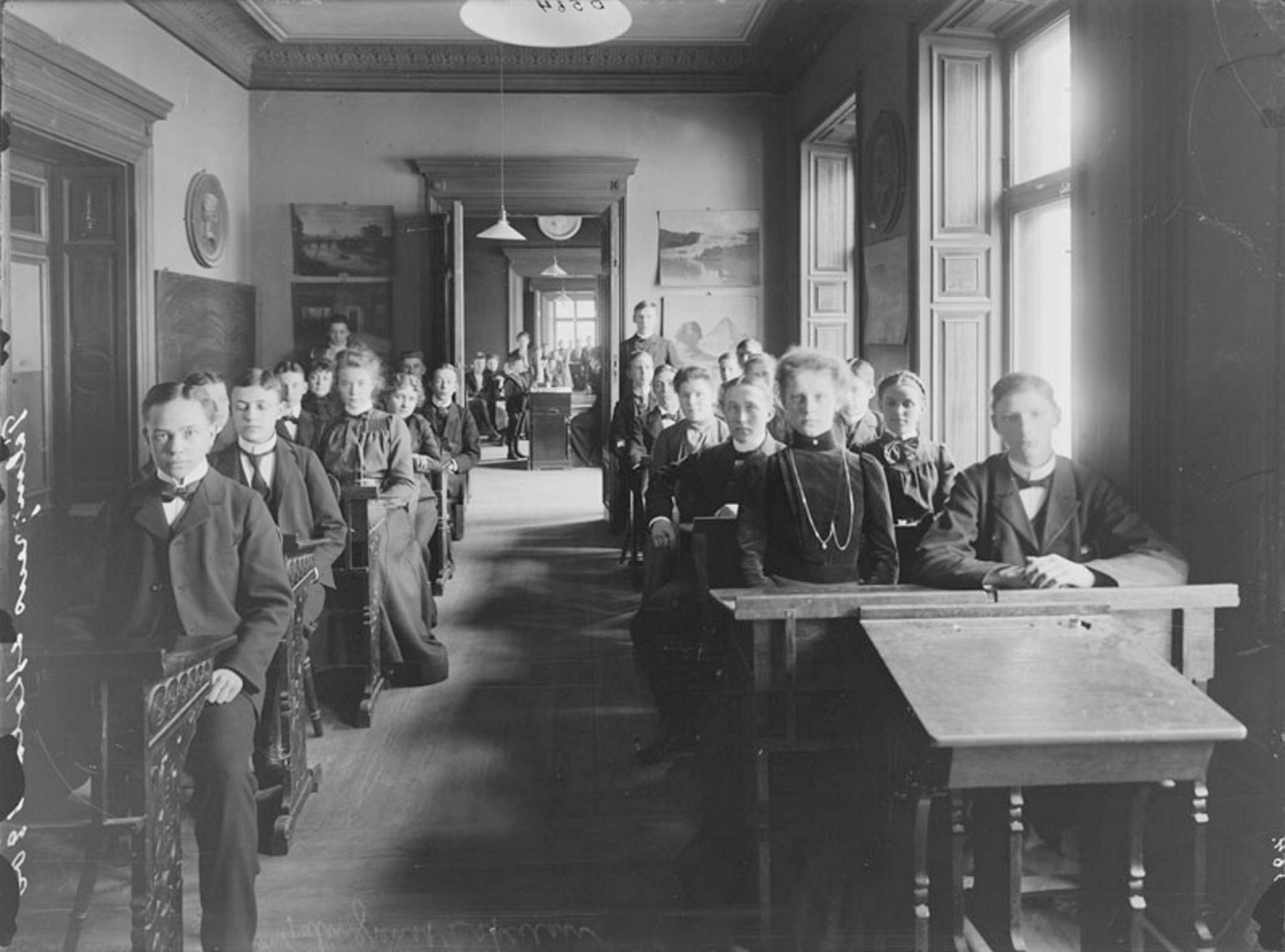
Palmgrenska samskolan på Malmtorgsgatan 1, ca 1900

- Valfrid Palmgren Munch-Petersen, språkvetare och pedagog
- Yngve Larsson, borgarråd
- Ester Blenda Nordström, journalist och författare
- Ingmar Bergman, regissör
- Åke Bonnier, biskop
- Kerstin Brismar, professor och läkare